# Limnophila (Limnophila) basalis
Limnophila (Limnophila) basalis is een tweevleugelige uit de familie steltmuggen (Limoniidae). De soort komt voor in het Australaziatisch gebied.